# Arméniens de Jordanie

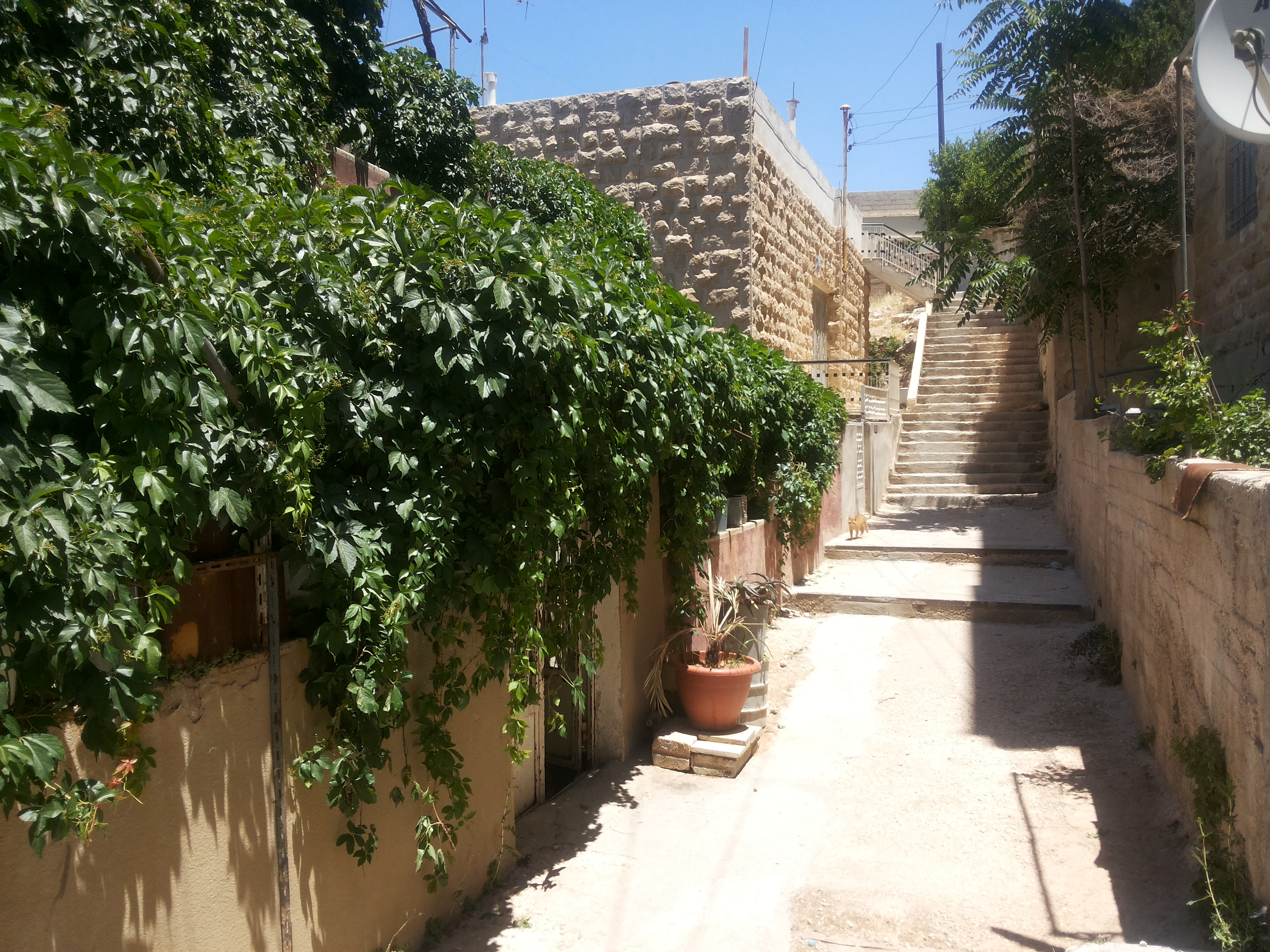
quartier arménien en Jordanie

Les Arméniens de Jordanie sont les Arméniens vivant aujourd'hui en Jordanie. Estimés à 70 000, ils représentent environ 1 % de la population du royaume et constituent la majorité de ses chrétiens non arabes. 50 000 d'entre eux sont membres de l'Église apostolique arménienne. Les membres de cette partie de la diaspora arménienne parlent principalement l'arménien occidental.
La majorité d'entre eux sont des descendants de survivants du génocide arménien ayant fui les territoires de l'Empire ottoman.